# Paradise (Kalifornia, Mono megye)
Paradise statisztikai település az Amerikai Egyesült Államok Kalifornia államában, Mono megyében. Lakosainak száma 174 fő (2020. április 1.).

## Népesség
A település népességének változása:

| 2010 | 153 |
| 2020 | 174 |